# M28
М28 (също познат като Месие 28 или NGC 6626) е кълбовиден звезден куп в съзвездието Стрелец.
Купът е открит от френския астроном Шарл Месие през 1764 г.
В Нов общ каталог се води под номер NGC 6626.
М28 има ширина 60 светлинни години. Разстоянието до М28 e изчислено на около 19 000 светлинни години.